# The Land Before Time VI: The Secret of Saurus Rock
The Land Before Time VI: The Secret of Saurus Rock (bra: Em Busca do Vale Encantado VI: O Segredo do Rochedo) é um filme musical de aventura animado de 1998, direto para vídeo, e o sexto filme da série Em Busca do Vale Encantado sobre quatro dinossauros e um pterossauro que vivem no Grande Vale. É o primeiro filme em que Thomas Dekker dubla Littlefoot. Este foi o segundo filme da série direto em vídeo a ser produzido e dirigido por Charles Grosvenor.

## Enredo
Uma noite, o avô de Littlefoot conta às crianças histórias sobre como o universo foi criado, assim como o "Dinossauro Solitário", um lendário Pescoço Comprido (Diplodoco) que protegeu o Grande Vale de um feroz Dente Afiado (Tiranossauro). Durante a luta, o Dente Afiado foi morto e o Dinossauro Solitário sofreu uma cicatriz em seu olho direito. Logo após a batalha, um enorme monólito parecido com um dinossauro surgiu durante um terremoto. Os dinossauros o chamaram de "Rochedo do Sauro". A lenda também afirma que se alguém danificar o monólito, o azar descerá sobre o Vale.
No dia seguinte, enquanto as crianças brincam, Littlefoot acidentalmente cai de um penhasco e é salvo por um misterioso Diplodoco chamado Doc. Littlefoot fica intrigado com Doc, que tem uma cicatriz em um olho e demonstra conhecimento prévio da topografia do Grande Vale. Isso o faz presumir que Doc é o Dinossauro Solitário. Ele conta isso aos amigos, narrando uma lenda para apoiar sua suposição. Inspirados, os sobrinhos de Saura, Dinah e Dana, vão para o Rochedo sem serem notados. No dia seguinte, Saura preocupada informa Littlefoot que Dinah e Dana sumiram, e o grupo deduz para onde estão indo.
Quando Littlefoot e seus amigos finalmente chegam no Rochedo, eles veem Dinah e Dana no topo. Enquanto eles sobem para resgatá-los, Dinah e Dana caem do topo, quebrando um dos dentes da rocha. Enquanto eles vão para casa, um Alossauro os persegue. As crianças cruzam um desfiladeiro por meio de um tronco suspenso, mas quando o Dente Afiado tenta segui-los, o tronco quebra sob seu peso e ele cai para sua morte aparente. No caminho para casa, eles são confrontados pelo pai de Saura, que repreende Saura por não cuidar adequadamente dos gêmeos. Enquanto Saura volta para casa, ele continua com sua conversa com ela de que ela ainda deve ser vigiada. Naquela noite, Littlefoot tem um pesadelo em que ele cai de um dente no Rochedo e todo o monólito desaba. O avô conforta seu neto depois que ele acorda do pesadelo, mas Littlefoot pergunta a ele o que aconteceria se o Rochedo fosse danificado. Seu avô responde que "o azar desceria sobre o vale".
Nos próximos dias, incidentes de azar assolam o Vale, começando com o lago secando. Então um tornado atinge o vale, causando danos, mas Saura salva os gêmeos e Doc também salva Littlefoot. Dinah e Dana contam ao pai de Saura sobre sua coragem em salvá-los, no qual ele diz à filha que está orgulhoso dela. O avô de Littlefoot encontra Doc com seu neto. Doc protegeu Littlefoot do pior da tempestade e seu avô agradece. Os adultos, no entanto, culpam Doc, pois os infortúnios aparentemente ocorreram após sua chegada, enquanto Littlefoot culpa a si mesmo e seus amigos, relembrando o acidente no Rochedo. Se inspirando em Doc, Littlefoot vai atrás do mesmo Alossauro de antes e entra dentro da sua boca tentando arrancar um dente, porém ele descobre que ele ainda está vivo. Depois de escapar, Littlefoot é atacado por um Tiranossauro, com seu avô intervindo, tendo sido levado até lá pelos amigos de Littlefoot. Logo, o Alossauro retorna e se une com o Tiranossauro para derrubar o avô até que Doc surge pra ajudar. Os Dentes Afiados atacam e correm para a torre de pedra e caem. Os dois Pescoços Compridos trabalham juntos para derrubar a torre de pedra para esmagar os carnívoros até a morte. Um dos dentes do Alossauro cai e as crianças o usam para consertar o Rochedo do Sauro.
Doc vai embora, comentando que Littlefoot já tem um herói em quem confiar, referindo-se ao seu avô. Littlefoot pergunta ao avô se o azar finalmente acabará. Ambos concordam que, embora não exista azar, também não há mal nenhum em ter certeza. Mais tarde, Littlefoot e Cera criaram uma lenda própria baseada nesse novo paradigma, retratando o Vovô Pescoço Comprido como um herói chamado "O Grande e Corajoso Dinossauro".

## Recepção
Em agosto de 2014, o New York Post classificou cada um dos 13 filmes de Em Busca do Vale Encantado lançados até aquele momento e colocou O Segredo do Rochedo no número 11, chamando-o de "chato e sem inspiração".
Aria Curzon recebeu um prêmio de "Melhor dubladora jovem" no Young Artist Awards de 2002 por seu papel como Patassaura neste filme, bem como nos filmes V, VII e VIII. O filme foi indicado para "Melhor realização em uma produção de vídeo doméstico animado" no 27º Annie Awards em 1999, perdendo para O Rei Leão 2: O Reino de Simba da Disney, bem como "Lançamento direto para vídeo mais indesejado" no Stinkers Bad Movie Awards de 1999, derrotado por "Bill Clinton's Grand Jury Testimony".